# Roger Strickland
Roger "The Rifle" Strickland (Jacksonville, Florida, 4 de septiembre de 1940-2 de febrero de 2011) fue un jugador de baloncesto estadounidense que disputó un partido en su única temporada en la NBA. Con 1,96 metros de estatura, jugaba en la posición de Alero.

## Trayectoria deportiva

### Universidad
Comenzó jugando en la Universidad de Notre Dame, pero al cabo de un año se fue a jugar con los Dolphins de la Universidad de Jacksonville. Allí permaneció tres temporadas, consiguiendo en 1962 tres récords todavía vigentes en la universidad, el de mejor porcentaje de puntos (32,6 por partido), el de mayor anotación en una temporada (783) y el de más asistencias en un partido, con 20. En el total de su carrera colegial promedió 27,3 puntos y 10,9 rebotes por partido.
También jugó al béisbol en su etapa universitaria, siendo elegido mejor jugador de su conferencia en 1963, algo que había conseguido en baloncesto el año anterior.

### Profesional
Acudió al Draft de la NBA de 1962, pero tras ser elegido en una posición retrasada (el 36  por Boston Celtics) decidió prolongar un año más su estancia en la universidad, siendo elegido en 1963 por Los Angeles Lakers en la octava posición. Pero no firmó contrato con el equipo californiano, no debutando con los profesionales hasta el mes de enero, cuando fue contratado por Baltimore Bullets. Pero únicamente llegó a disputar 4 minutos en su único partido en la NBA, en el que anotó 2 puntos.

## Estadísticas de su carrera en la NBA

### Temporada regular
| Temporada | Edad | Equipo            | Liga | P | TIT | MIN | TC  | TCA | %TC  | 3P | 3PA | %3P | TL  | TLA | %TL | R.OF. | R.DEF. | REB | ASIS | ROB | TAP | PER | FP  | PTS |
| 1963-64   | 23   | Baltimore Bullets | NBA  | 1 |     | 4.0 | 1.0 | 3.0 | .333 |    |     |     | 0.0 | 0.0 |     |       |        | 0.0 | 0.0  |     |     |     | 1.0 | 2.0 |
| Total     |      |                   | NBA  | 1 |     | 4.0 | 1.0 | 3.0 | .333 |    |     |     | 0.0 | 0.0 |     |       |        | 0.0 | 0.0  |     |     |     | 1.0 | 2.0 |